# Moulin de Vitomir Đorđević à Turija
Le moulin de Vitomir Đorđević à Turija (en serbe cyrillique : Воденица Витомира Ђорђевића у Турији ; en serbe latin : Vodenica Vitomira Đorđevića u Turiji) est un moulin à eau situé à Turija, dans la municipalité de Kučevo et dans le district de Braničevo, en Serbie. Il est inscrit sur la liste des monuments culturels protégés de la république de Serbie (identifiant no SK 1736).

## Présentation
Le moulin est situé au lieu-dit Deonica, à proximité du centre du village. Il a été construit au milieu du XIXe siècle. Dans le village, il est connu comme le « moulin Trujić » (en serbe : Trujačka vodenica), d'après la famille Trujić qui en a longtemps été propriétaire. Il est alimenté par les eaux de la rivière Dajša, qui se jette dans le Pek à proximité.
De plan rectangulaire, le moulin mesure 9,40 m sur 4. L'espace intérieur est divisé entre le moulin proprement dit et la pièce où réside le meunier. Les murs du moulin proprement dit sont construits selon la technique des colombages avec un remplissage fait de planches en sapin tandis que l'habitat du meunier est construit en briques ; le sol du moulin est constitué de planches tandis que la partie résidentielle est en terre battue ; à l'extérieur comme à l'intérieur les murs de la partie résidentielle sont enduits de mortier et blanchis. Le toit à quatre pans est recouvert de tuiles. La partie réservée au travail abrite deux meules qui fonctionnent selon le principe des roues à aubes verticales.
Le moulin a été complètement rénové en 1934 et il a pris son apparence d'aujourd'hui à cette époque. Le propriétaire actuel et ses associés ne l'utilisent plus depuis longtemps, si bien que le canal qui conduit l'eau est envahi par la boue et le bâtiment lui-même envahi par les mauvaises herbes.